# Studio City
Studio City è un quartiere della città di Los Angeles (California, Stati Uniti) nella San Fernando Valley. Deve il suo nome al fatto che il produttore Mack Sennett, nel 1927, stabilì qui i teatri di posa in cui registrare i suoi film. Oggi quegli studi di registrazione sono noti come CBS Studio Center.

## Storia
Un tempo nota come Laurelwood, l'area di Studio City comprendeva in passato la vecchia missione di San Fernando. Nel 1913, grazie alla costruzione dell'acquedotto di Los Angeles, l'acqua cominciò a raggiungere con continuità la San Fernando Valley, portando a un rapido aumento della popolazione nella zona. Un gruppo di imprenditori guidato da Harry Chandler, business manager del Los Angeles Times, acquisì vari lotti di terra sui quali, nel 1927, Mack Sennett cominciò a edificare grazie a una concessione dei nuovi studi cinematografici di 20 acri d'estensione. L'area venne quindi battezzata Studio City.

## Popolazione
Al censimento del 2008 Studio City contava poco più di 37 000 residenti su una superficie di 158 km². L'età media era di 38 anni con il 78% di popolazione composta da caucasici. Il PIL pro capite era di 75 657 dollari.